# Zodion montanum
Zodion montanum är en tvåvingeart som beskrevs av Enrico Adelelmo Brunetti 1912. Zodion montanum ingår i släktet Zodion och familjen stekelflugor. Inga underarter finns listade i Catalogue of Life.